# Момчилович, Ивица
Ивица Момчилович (род. 4 октября 1967 года в Бойнике) —  югославский и сербский футболист, полузащитник.

## Биография
Момчилович начал карьеру в «Напредаке», откуда в 1990 году перешёл в «Црвену Звезду». С новым клубом он выиграл чемпионат Югославии по футболу и Кубок европейских чемпионов УЕФА. Однако в той победной кампании Момчилович сыграл лишь один матч, выйдя на последних минутах игры против «Рейнджерс» вместо Владимира Юговича. После одного сезона в «Раде» Момчилович ненадолго вернулся в «Црвену Звезду», а затем переехал на Кипр, где играл за «АЕЛ Лимасол». В 1995 году он вернулся в «Рад». В 1997-1998 годах играл в составе шведского «Треллеборга». В 1999 году играл в Могрен. После окончания карьеры Момчилович работал в структуре «Црвены Звезды». В 2012 году был назначен помощником главного тренера "Црвены Звезды".